# 偶運會大會紀錄
偶運會大會紀錄主要列舉偶像明星運動會大會紀錄。
| 年度 | 項目名稱             | 紀錄保持人                                                            | 紀錄                                                                                | 備註 |
| ---- | -------------------- | --------------------------------------------------------------------- | ----------------------------------------------------------------------------------- | --- |
| 2019 | 女子韻律體操         | Rachel（APRIL）                                                       | 總分13.20/20.00分（棒操）                                                           | 曾於2018年春節（第14屆）同項目奪金，2019年春節（第16屆）又再度奪金。 2016年新增項目（上一届保持者程潇13.00/20.00）                                                    |
| 2019 | 女子團體射箭         | gu9udan                                                               | 91/100分（決賽）                                                                    | 2018年春節運動會，只有決賽是10箭制，預賽是7箭制，但在2018年中秋起恢復全10箭制。                                                                                       |
| 2019 | 男子保齡球           | 在玹（NCT） Chanyeol（EXO）                                           | 243／300（準決賽） 217／300 （決賽）                                                | 2019年春節運動會，男子組改為個人賽。準決賽當局包括5連“全中”，共六次（新制，即180/243分）。Chanyeol 兩連勝。                                                           |
| 2019 | 男子室內PK大戰       | MJ、JIN JIN、文彬（GK）（ASTRO）                                      | MJ、JIN JIN、文彬（GK）（ASTRO） 3－2 Bobby、具俊會、鄭粲右 （GK）（IKON） (延長賽) | 2019年春節新增項目。5回後，延長賽由守門員主射。 |
| 2019 | 女子保齡球           | 世正、美娜（Gugudan）                                                 | 155／300（決賽，新制）                                                              | 2019年採取雙線發球制，她們也以男女團體賽紀錄－72分大勝Celeb Five（金信英、宋恩伊），世正也在勝利公約背著對方沒有參賽的金允熙，打出右撇子逆向全倒「Brooklyn Strike」。 |
| 2018 | 足排球               | JC足球王（教練：徐芝釋、善旴、李長埈、黃正夏、金桐俊、曉珍）          | 2：1（15－9，13－15，15－9）                                                        | 2018年下旬新增項目。只舉辦一屆 |
| 2018 | 男子保齡球           | KEN、RAVI （VIXX）                                                    | 191/300 (預賽，新制)、187／300 （決賽，新制）                                       | 根據2018年下旬推出的「當回制」，Ravi 本來可以在決賽補中，拿下197分，但因已以43分大勝，穩贏金牌，而提早完賽。                                                          |
| 2019 | 男子團體射箭         | SEVENTEEN                                                             | 95/100分（決賽） 187／200分（單屆紀錄）                                             | 2018年春節運動會，只有決賽是10箭制，預賽是7箭制，但在2018年中秋起恢復全10箭制。 Seventeen 在準決賽也拿下92／100分                                                     |
| 2017 | 男子5人團體有氧體操  | ASTRO、SEVENTEEN                                                      | 總分19.10/20.00分                                                                   | 2017年新增項目 (項目不設共同金牌，規則訂定為同分時將以實施分高的隊伍排序在前，因此最後由ASTRO贏得金牌，而SEVENTEEN屈居銀牌) 2018年，ASTRO 完成二連勝後取消比賽。      |
| 2017 | 女子400公尺接力      | 效定、祉呼、YooA、洧彬（OH MY GIRL）                                  | 1分5秒66                                                                            | 二連霸 |
| 2011 | 男子400公尺接力      | 偉大的誕生、8eight、MIGHTY MOUTH、Fany                                | 50秒24                                                                              | |
| 2017 | 男子400公尺接力      | 防彈少年團                                                            | 三金一銀                                                                            | 三連霸 金牌：2015年中秋特輯、2016年春節特輯、2016年中秋特輯 銀牌：2017年春節特輯                                                                                      |
| 2016 | 男子5人制足球        | BEAST                                                                 | 三金三銀                                                                            | 金牌：2013年中秋特輯、2014年春節特輯、2015年中秋特輯 銀牌：2015年春節特輯、2016年春節特輯、2016年中秋特輯                                                             |
| 2014 | 男子跳高             | 旼赫（BTOB）                                                          | 1米85                                                                               | 史上唯一一位一直以前空翻跳欄的選手。 |
| 2011 | 女子跳高             | Luna（F(x)）                                                          | 1米43                                                                               | |
| 2011 | 男子50公尺自由式     | 珉豪（SHINee）                                                        | 32秒81                                                                              | |
| 2010 | 男子跳遠             | 李賢                                                                  | 5米42                                                                               | |
| 2011 | 男子110公尺跨欄      | 金桐俊（ZE:A）                                                        | 16秒14                                                                              | |
| 2010 | 女子110公尺跨欄      | 寶拉（SISTAR）                                                        | 21秒51                                                                              | |
| 2012 | 女子50公尺跨欄       | 普美（Apink）                                                         | 9秒82                                                                               | |
| 2010 | 男子100公尺          | 趙權 （2AM）                                                          | 12秒10                                                                              | 半準决赛紀錄 |
| 2012 | 女子100公尺          | 佳恩（Dal★Shabet）                                                    | 15秒58                                                                              | 半準决赛紀錄 |
| 2013 | 男子70公尺           | 旼赫（BTOB）                                                          | 7秒73                                                                               | |
| 2013 | 女子70公尺           | 智秀（TAHITI）                                                        | 9秒39                                                                               | 準決賽紀錄 |
| 2014 | 男子60公尺           | 旼赫（BTOB）                                                          | 6秒40                                                                               | 與金氏世界紀錄僅差0.01秒 |
| 2014 | 女子60公尺           | 佳恩（Dal★Shabet）                                                    | 7秒68                                                                               | |
| 2011 | 男子50公尺           | 金桐俊（ZE:A）                                                        | 6秒02                                                                               | 半準决赛紀錄 |
| 2011 | 女子50公尺           | 寶拉（SISTAR）                                                        | 7秒47                                                                               | |
| 2012 | 女子200公尺競走      | SISTAR                                                                | 48秒53                                                                              | |
| 2020 | 女子投球             | Chuu (Loona) 普美（Apink）                                            | 76km/h （29／30分） 71km/h （30分）                                                 | 最高球速，30分滿分。 因控球偏高而僅得29分。 普美在首投的紀錄 |
| 2019 | 電子競技             | 辰樂（NCT Dream）                                                     | 10殺（絕地求生）                                                                    | |
| 2020 | 電子競技 （PUBG）    | 辰樂（NCT Dream）                                                     | 5殺，57人個人賽冠軍                                                                 | 最少殺贏下冠軍，第二勝，亞洲前100名玩家。 |
| 2020 | 電子競技 （PUBG）    | 達淵 (SF9)                                                            | 51秒                                                                                | 個人賽最早被淘汰選手 |
| 2020 | 電子競技 （PUBG）    | 主恩 （DIA）                                                          | 1分26秒                                                                             | 團隊賽最早被淘汰選手 |
| 2020 | 電子競技 （PUBG）    | 主恩、恩彩（DIA）                                                     | 2分11秒                                                                             | 團隊賽最早被雙殺團隊 |
| 2020 | 電子競技 （PUBG）    | 主恩、恩彩、Eunice （DIA）                                            | 2分56秒                                                                             | 團隊賽最早被三殺團隊 |
| 2020 | 電子競技 （PUBG）    | 豫彬（DIA）                                                           | 0.15秒                                                                              | 淘汰 I.N (Stray Kids)後瞬間被Lee Know復仇，DIA全員淘汰 |
| 2020 | 電子競技 （PUBG）    | 善旴 （The Boyz）                                                     | 10秒連續解決 Olivia Hye、Choerry、Go Won、Chuu （LOONA）                            | 團體賽最短時間淘汰全員四人團體（無人昏倒） |
| 2020 | 電子競技 （PUBG）    | 泰英（CRAVITY）                                                       | 輝映（SF9）                                                                         | 個人賽和團體賽連續兩殺對方。 |
| 2020 | 電子競技 （PUBG）    | N. Flying                                                             | 17殺，第一戰14殺                                                                    | 團隊賽第一和二戰冠軍團隊 |
| 2020 | 電子競技 （PUBG）    | 徐東成                                                                |                                                                                     | |
| 2020 | 電子競技 （PUBG）    | Golden Child                                                          | 2次全軍覆沒                                                                         | 團隊賽兩次坐快艇都被炸滅 |
| 2020 | 電子競技 （PUBG）    | 朴志訓（SOLO歌手聯合隊）                                              | 8殺（兩次）                                                                         | 團隊賽冠軍 |
| 2020 | 電子競技 （PUBG）    | 朴志訓（SOLO歌手聯合隊）                                              | 8殺（兩次）                                                                         | 個人賽冠軍 |
| 2020 | 電子競技 （PUBG）    | 李大輝                                                                | 0殺                                                                                 | 團隊賽第一戰亞軍，在個人和團體賽都被毒圈毒殺。 |
| 2020 | 電子競技 （PUBG）    | 金娜允（Momoland）                                                    | 0殺                                                                                 | 中秋個人練習賽以死守戰術拿下亞軍，卻在最後關頭被毒圈毒殺，令朴志訓未能平下單場8殺紀錄                                                                                 |
| 2020 | 電子競技(跑跑卡丁車) | 金東漢 (WEi)                                                          | 1分47.87秒                                                                          | 個人兩圈賽，南山賽道配現代Sonata開篷車 WEi 也是在偶運會史上第一個播放時依然尚未出道的男團。                                                                           |
| 2020 | 電子競技(跑跑卡丁車) | Pentagon & Monsta X 勝 N.Flying & SF9                                 | 2-1                                                                                 | 4對4團體賽，以整隊完賽得分重，所以除非贏一、二名，否則未必是上策。新加坡站、西安站連勝。亞軍則巴西站勝                                                                |
| 2020 | 電子競技(跑跑卡丁車) | NCT 勝 IZ*One & Natty                                                 | 2-0                                                                                 | 道具團體賽，賽制只需護送最佳選手到第一名。上海站、太空站勝 |
| 2020 | 狗隻障礙賽 （預賽）  | 豆斌（主人：宥斌） 文健康 (玟星， Mamamoo) Haku （葉舒華， (G)I-DLE） | 8秒42，100分 10秒17， 120分 10秒82，120分                                           | 狗隻障礙賽，時間紀錄 第二試跑，分數記錄。跨過橡膠圈，得到額外20分，滿分。中型犬紀錄 第一試跑，小型犬紀錄                                                              |
| 2020 | 狗隻障礙賽 （決賽）  | 文健康 (玟星， Mamamoo) Haku （葉舒華， (G)I-DLE）                    | 11秒46，120分 16秒15，120分                                                         | 中型犬紀錄 小型犬紀錄 |
| 2020 | 點球大賽             | 鄭世雲                                                                | 3次撲救+加時賽進球                                                                  | 第一回合在直落後3球情況下連續撲救3球，在加時賽進球後再撲救VeryVery 慜撰，帶領Solo聯合隊逆轉勝進入第二回合                                                             |
| 2020 | 點球大賽             | 夫勝寬                                                                | 對陣 Stray Kids3連失球                                                              | 勝寬在小學時是國手級守門員，但在範圍縮小的室內場依然採用預判方式撲球而失利                                                                                            |
| 2020 | 馬術大賽             | 周鶴年（The Boyz）                                                    | 95／100分@90.94/100秒                                                               | 首金，準決賽也拿下滿分，19年敗給池原（Fromis_9）而拿下銀牌 |
| 2020 | PES                  | SOLO歌手聯合隊（熱刺隊）                                              | 2－0（決賽） 5－0（準決賽）                                                         | 準決賽也包括孫興慜進3球+1助攻 |
| 2020 | 摔跤                 | 彩麟 （Cherry Bullet）                                                | 1.5秒 vs. 娥仁（Momoland）                                                          | 最早以擊敗對手的金牌賽（腹摔），男女合計紀錄 |